# Zanzibarese roepie

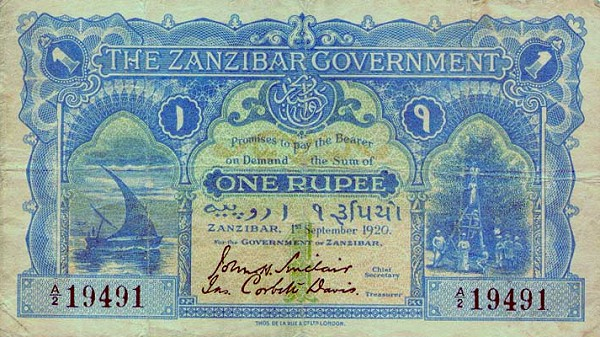
Bankbiljet

De Zanzibarese roepie was de munteenheid van Zanzibar van 1908 tot 31 december 1935. Deze was onderverdeeld in 100 cent.

## Geschiedenis
De Zanzibarese roepie verving de Zanzibarese rial tegen een koers van 2⅛ roepie = 1 Zanzibarese rial en was gelijk aan de Indiase roepie, die ook in omloop was. De Zanzibarese roepie bleef gelijk aan de Indiase roepie en werd op 1 januari 1936 vervangen door de Oost-Afrikaanse shilling tegen een koers van 1½ Oost-Afrikaanse shilling = 1 Zanzibarese roepie.

## Munten
Bronzen munten werden in 1908 geïntroduceerd in coupures van 1 en 10 cent, samen met nikkel 20 cent. Er werden geen verdere munten uitgegeven.

## Bankbiljetten
In 1908 werden bankbiljetten geïntroduceerd door de regering van Zanzibar in coupures van 5, 10, 20 en 100 roepies. In 1916 werden 50- en 500-roepiebiljetten toegevoegd en in 1920 werden 1-roepiebiljetten uitgegeven. Alle Zanzibarese biljetten werden in 1936 ingetrokken. Al deze biljetten zijn zeer zeldzaam en waardevol.